# S/y Euros
Euros (VIII-PZ-9, od 1976: PZ-89) – dwumasztowy, polski jacht pełnomorski typu J-80 z poszyciem stalowym i ożaglowaniem typu jol, zaprojektowany około 1964 przez inż. Henryka Kujawę i Józefa Szymańdę. 

## Historia
Został zbudowany w 1967 w Zakładach Naprawy Taboru Kolejowego w Bydgoszczy (później Pesa Bydgoszcz) dzięki staraniom inż. kpt. Aleksandra Kaszowskiego. Właścicielem był KKS Brda Bydgoszcz. Wymiary: długość – 13,56 m, szerokość – 3,56 m, powierzchnia ożaglowania – od 78 do 190 m². Chrzest jachtu odbył się 15 lipca 1967 w Bydgoszczy, a w pierwszy rejs jacht udał się do Ustki.
12 sierpnia 1984 wychodząc w rejs uległ rozbiciu o kamienie falochronu wschodniego portu w Górkach Zachodnich i zatonął na torze wodnym. Nie nadawał się do remontu. Później rufę można było oglądać na pokładzie statku-muzeum – Dar Pomorza w Gdyni jako część ekspozycji Bractwa Kaphornowców.

## Ważniejsze[według kogo?]rejsy
- 1968: wyprawa „Wiking” dookoła Islandii (prowadził kpt. Wojciech Orszulok),
- 1970: rejs na Pentland Firth (prowadził kpt. Aleksander Kaszowski),
- 1971: Świnoujście - Skagen rejs samotny – kpt. Aleksander Kaszowski,
- 1973: rejs na Przylądek Horn – zdobyty 27 lutego (kpt. Aleksander Kaszowski, kpt. Henryk Jaskuła),
- 1977: rejs na Spitsbergen (kpt. Aleksander Kaszowski).